# Політуха сибірська

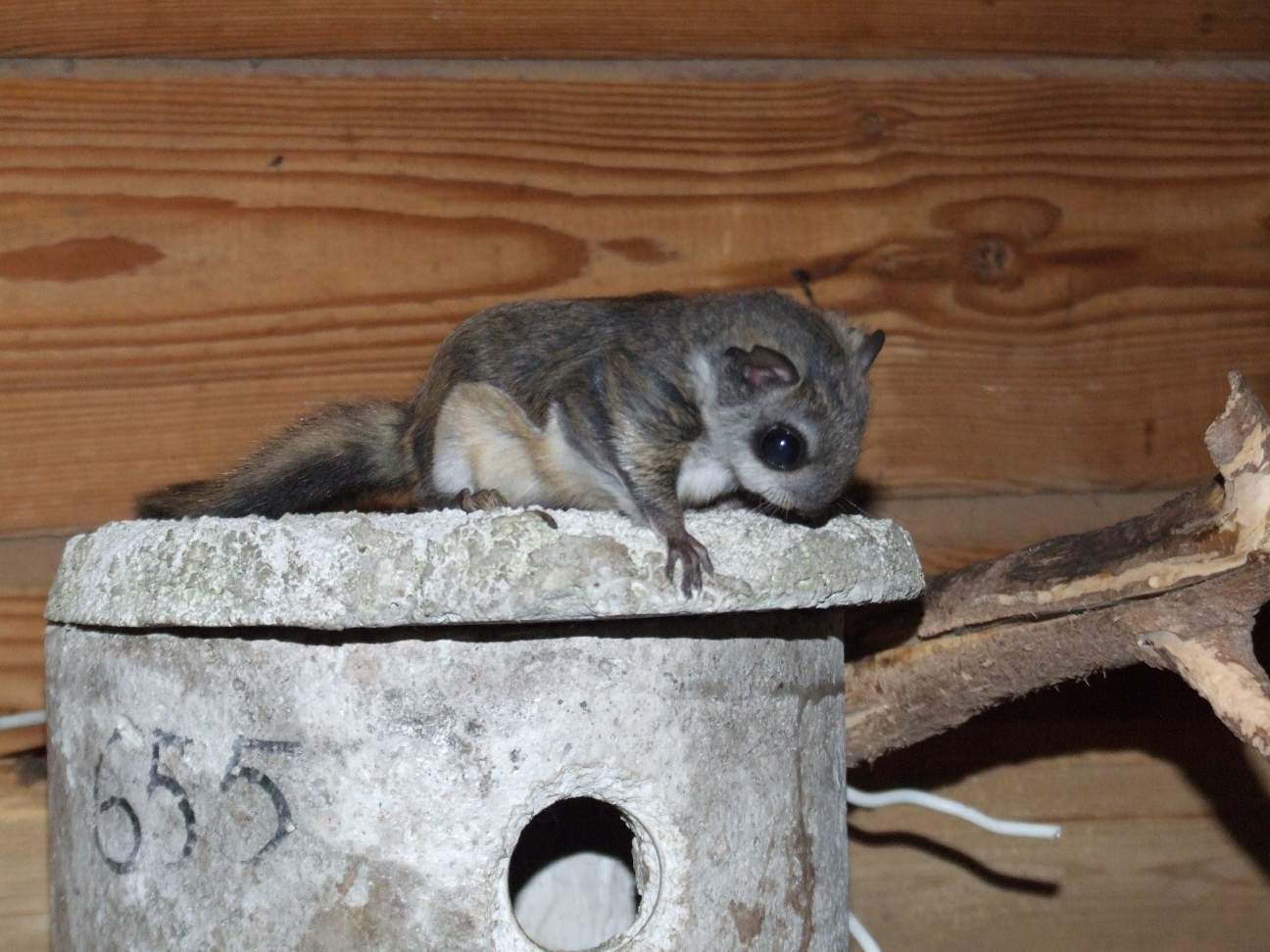
Політуха сибірська в неволі (на Звенигородській біостанції), фото А. Попова

Політу́ха сибі́рська або летяга звичайна (Pteromys volans) — вид гризунів з роду політуха (Pteromys) родини вивіркових (Sciuridae). Один з двох видів роду Pteromys. Найближчим видом є політуха японська (Pteromys momonga). Інколи для цього гризуна вживають назву «літяга» (інколи як «летяга»), але вона стосується іншого роду — Glaucomys.

## Біоморфологічна характеристика
Політуха сибірська має мембрану, яка простягається між передніми й задніми кінцівками. На відміну від деяких інших видів летучих вивірок, політуха не має мембрани між задніми кінцівками й основою хвоста. Кінцівки відносно короткі й товсті, і задні лапи значно більші за передні. Очі великі й чорні. Волосяний покрив густий, довгий і м'який; влітку він на спині від жовто-сірого до чорнувато-сірого забарвлення, а взимку — сріблясто-сірого; живіт залишається білим упродовж року. Поля мембрани облямовані чітко вираженою бахромою з м'якого хутра. Хвіст плоский і вкритий коротким волоссям. Довжина від носа до хвоста становить 120—228 мм.

## Поширення
Політуха сибірська поширена в північній частині Східної Європи (Естонія, Фінляндія, Латвія, Білорусь, Росія) і майже по всьому Сибіру, також у Монголії, крайньому північному заході Китаю, на Корейському півострові, на о. Хоккайдо (Японія). Трапляється від низовин до гірських районів (від 0 до 2500 м н. р. м.).

## Екологія
Віддає перевагу зрілим ялиновим лісам зі значною часткою листяних дерев, особливо Populus tremula, Betula, Alnus. Великі листяні дерева є важливим джерелом як їжі, так і місць для гніздування: політуха харчується переважно вільхою, березовими котиками, горішками, шишками та хвоєю взимку та листям вільхи, молодими гілками, ягодами й насінням влітку, а гніздиться у старих дуплах дятлів або природних порожнинах у дереві. На політух полюють куниці, сови, горностаї та коти. Люди полюють для комерційного використання хутра; втім найбільшою загрозою для політухи є вирубка лісів.

## Поведінка
Це нічні тварини, що не впадають у сплячку. P. volans мають один або два виводки на рік, у кожному від 1 до 6 дитинчат. Вагітність триває чотири тижні.

## Політуха в Україні
У краєзнавчих і зоологічних працях XVIII ст. і поч. XX ст. цей вид згадували для північних частин України (зокрема й Сумщина і Чернігівщина), пізніше — тільки для суміжних областей Білорусі і Російської Федерації (у тому числі й Брянщини).